# Briouat

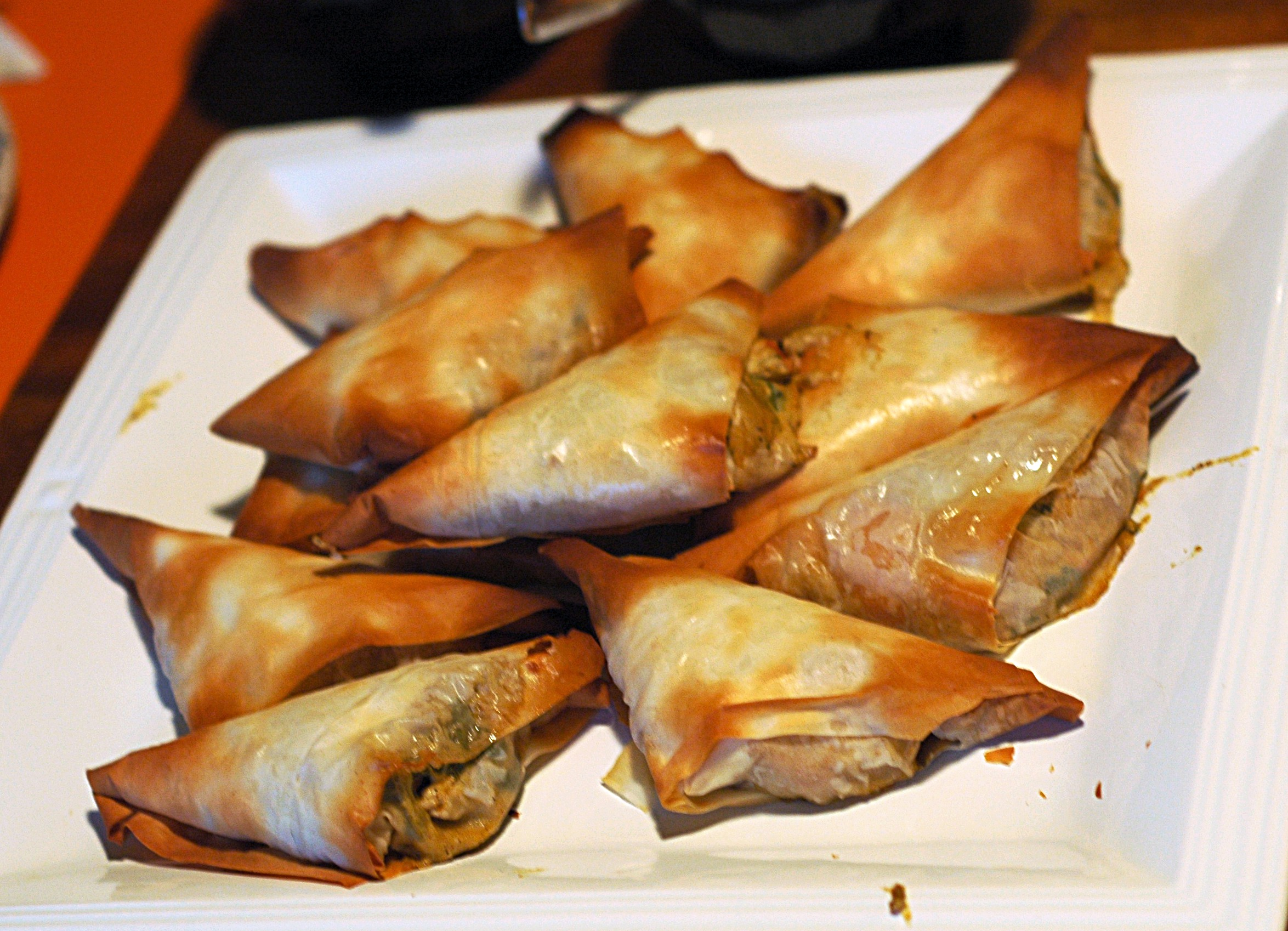
Briouat

Briouat é uma massa folhada doce ou salgada típica da culinária marroquina. Se salgado, o briouat é recheado com carne, queijo e especiarias. Se doce, é recheado com com pasta de amêndoa ou amendoim e depois mergulhado em mel quente com essência de flor de laranjeira. O briouat é servido enrolado em massa filó em formato triangular ou cilíndrico. Pode ser frito ou assado e geralmente possui ervas, especiarias ou açúcar polvilhados em sua superfície.